# الفيلق الثاني عشر (الدولة العثمانية)
الفيلق الثاني عشر (بالتركية: 12. Kolordu) هو أحد الفيالق العثمانية ، ويتبع الجيش السادس العثماني، مقرة قيادة الفيلق تقع في الموصل، وهو يتألف من فرقتي مشاة وعدد من الوحدات المستقلة التي تتبع قيادة الفيلق.  شارك الفيلق في الحرب العالمية الأولى حيث نقل مقر القيادة إلى دمشق وألحق بقيادة الجيش العثماني الرابع وشارك في الدفاع عن الشام ضد القوات البريطانية.